# Цяньфань
«Цяньфань» или Qianfan (кит. 千帆星座, буквально — «Созвездие тысячи парусов») — китайский проект по созданию спутниковой системы для высокоскоростной широкополосной передачи данных. Также известен как «Тысяча парусов» и G60 Starlink (кит. G60 星链).
Первые 18 спутников из запланированных 13 тысяч были выведены на орбиту 6 августа 2024 года.

## История
В конце 2010-х — начале 2020-х годов, когда стал очевиден потенциал глобальных спутниковых группировок для высокоскоростной широкополосной передачи данных, китайские власти инициировали несколько проектов — потенциальных аналогов и альтернатив Starlink. Первая инициатива, о которой стало широко известно, была запущенная под эгидой ChinaSat (структура, подконтрольная Китайской аэрокосимческой научно-технической корпорации). Второй заявленной группировкой стал Guowang (国网, сокр. от Guojia Wangluo, кит. национальная сеть), который предполагал создание группировки из 12992 спутников для глобального покрытия.
Проект G60 Starlink зародился в 2016 году в рамках индустриального кластера в Новом Сунцзяне, расположенного вдоль скоростной автомагистрали G60 Шанхай — Куньмин. Проект получил поддержку муниципального народного правительства Шанхая, его индустриальными партнёрами стали Shanghai Alliance Investment и Shanghai Spacecom Satellite Technology. В 2021 году были озвучены планы создания группировки спутников, которые обеспечат покрытие на уровне территории Китая.
Впервые название проекта прозвучало в рамках пресс-конференции в июле 2022 года. При этом в качестве названия для проекта, теоретически конкурирующего со Starlink от SpaceX, было выбрано слово 星链, которое буквально переводилось как Starlink.

## Технологии
G60 Starlink стал идейным наследником совместного китайско-европейского проекта KLEO Connect, и первыми тестовыми образцами для него послужили спутники, запущенные в рамках этой инициативы в 2019 и 2021 годах. Первый новый спутник для G60 Starlink был произведён в декабре 2023 года.
6 августа 2024 года ракета Чанчжэн-6A, стартовавшая с космодрома Тайюань в 6:42 UTC, вывела на круговую полярную орбиту высотой около 800 км первые 18 аппаратов группировки. Спутники по формату напоминали Starlink первых серий — плоские параллелепипеды массой около 200 кг, с одной раскладной солнечной панелью. Спутники были предназначены для работы в диапазонах Кu, Q и V. При выводе на орбиту взорвалась верхняя ступень ракеты Чанчжэн-6А, породив крупное облако обломков. Некоторые эксперты выразили беспокойство, что если хотя бы при части будущих запусков будет возникать столько же фрагментов, то объём космического мусора на низкой околоземной орбите резко вырастет.

## Планы
В 2024 году оператор группировки Shanghai Spacecom Satellite Technology (он же представлял Китай в KLEO Connect) планировал вывести на орбиту 108 спутников. Как следует из документации, направленной в Международный союз электросвязи, первый этап проекта предполагает размещение по 36 спутников на 36 полярных орбитальных плоскостях. Таким образом, нарастив группировку до 1296 аппаратов в 2025 году, G60 Starlink обеспечил бы высокоскоростным спутниковым интернетом всю территорию Китая.
В рамках индустриального кластера G60 власти Шанхая рассчитывают к 2025 году создать «экосистему» для коммерческой космонавтики, включающую разработку и производство спутников, ракет-носителей и наземной инфраструктуры. В частности, в кластере была построена фабрика, способная выпускать 300 спутников в год. Цель — обеспечить производство до 50 ракет для коммерческих запусков и 600 коммерческих спутников в год.